# Щербина, Александр Юрьевич
Александр Юрьевич Щербина (род. 8 июля 1981, Белгород-Днестровский) — один из первых и сильнейших сёгистов Украины, 1-й кю FESA, 1-й дан NSR. Научился играть в 2000 году у атташе по культуре в консульстве Японии, Харады-сана. Живёт в Киеве, работает руководителем отдела комплексного проектирования.

## Достижения
- 2000: Серебряный призёр I Чемпионата Украины по сёги.
- 2005: Бронзовый призёр Rivne Shogi Open (Ровно).
- 2008: Чемпион 4-го Международного форума сёги (Токио) в категории B.
- 2011: Серебряный призёр Кубка Украины по сёги[2].